# Кліт рудоногий
Клі́т рудоно́гий (лат. Clytus arietis Linnaeus, 1758 = Cerambyx dasypus Voet, 1778) — вид жуків з родини вусачів.

## Хорологія
C. arietis є пан'європейським видом, що входить до європейського зооґеографічного комплексу. Ареал охоплює Європу, Кавказ, Закавказзя, Західну Росію, Північний Іран, Північну Туреччину. В Карпатах звичайний вид, який часто трапляється на квітах в гірській та передгірній частинах регіону.

## Екологія
Літ триває з травня – у передгір’ях, або червня – у горах і до середини липня. Імаґо трапляються на квітах гадючника в’язолистого, арункуса та деяких інших рослин. Личинка розвивається в деревині листяних дерев. 

## Морфологія

### Імаго

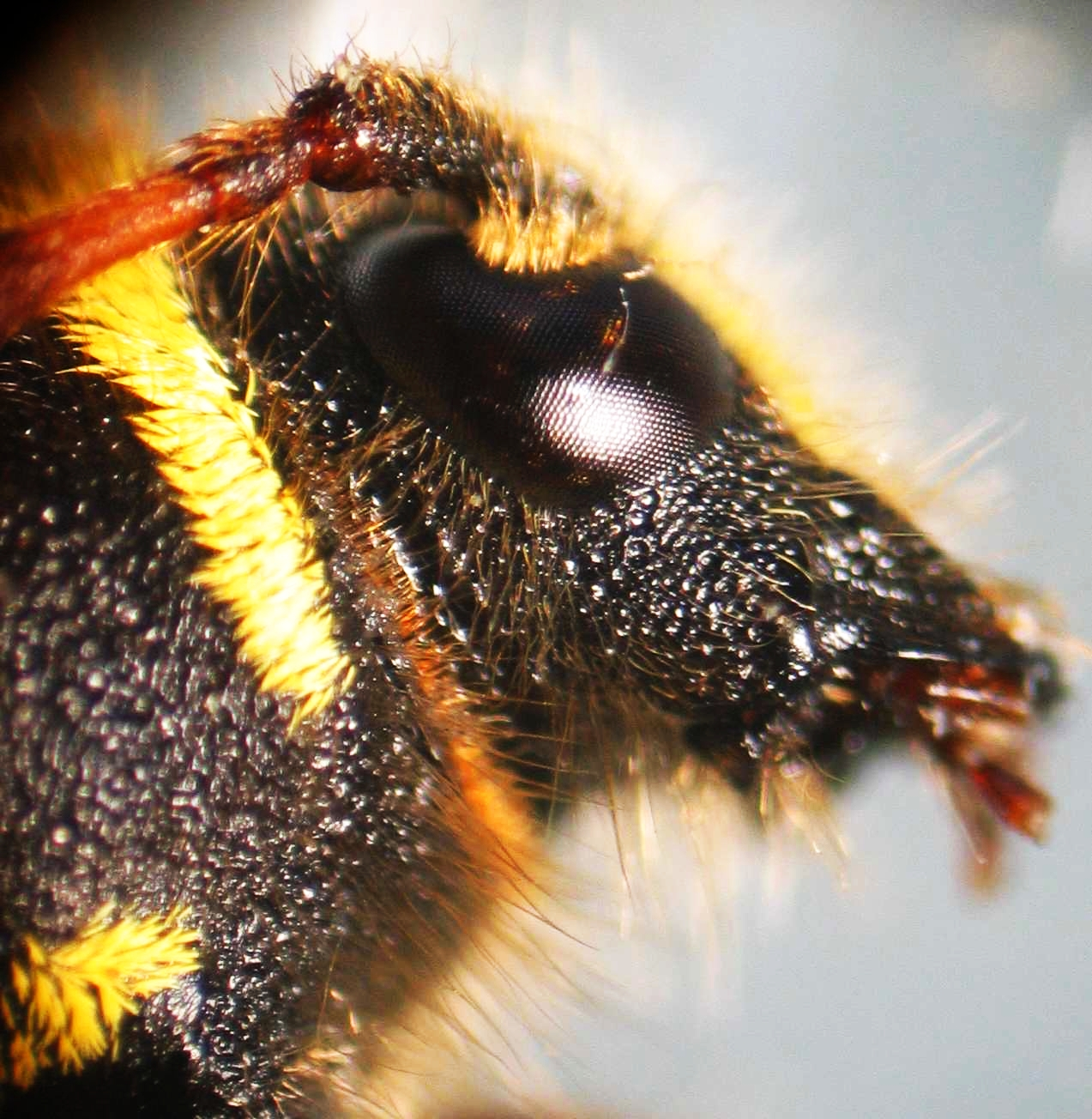
Голова Кліта рудоногого під мікроскопом (Clytus arietis Linnaeus, 1758)

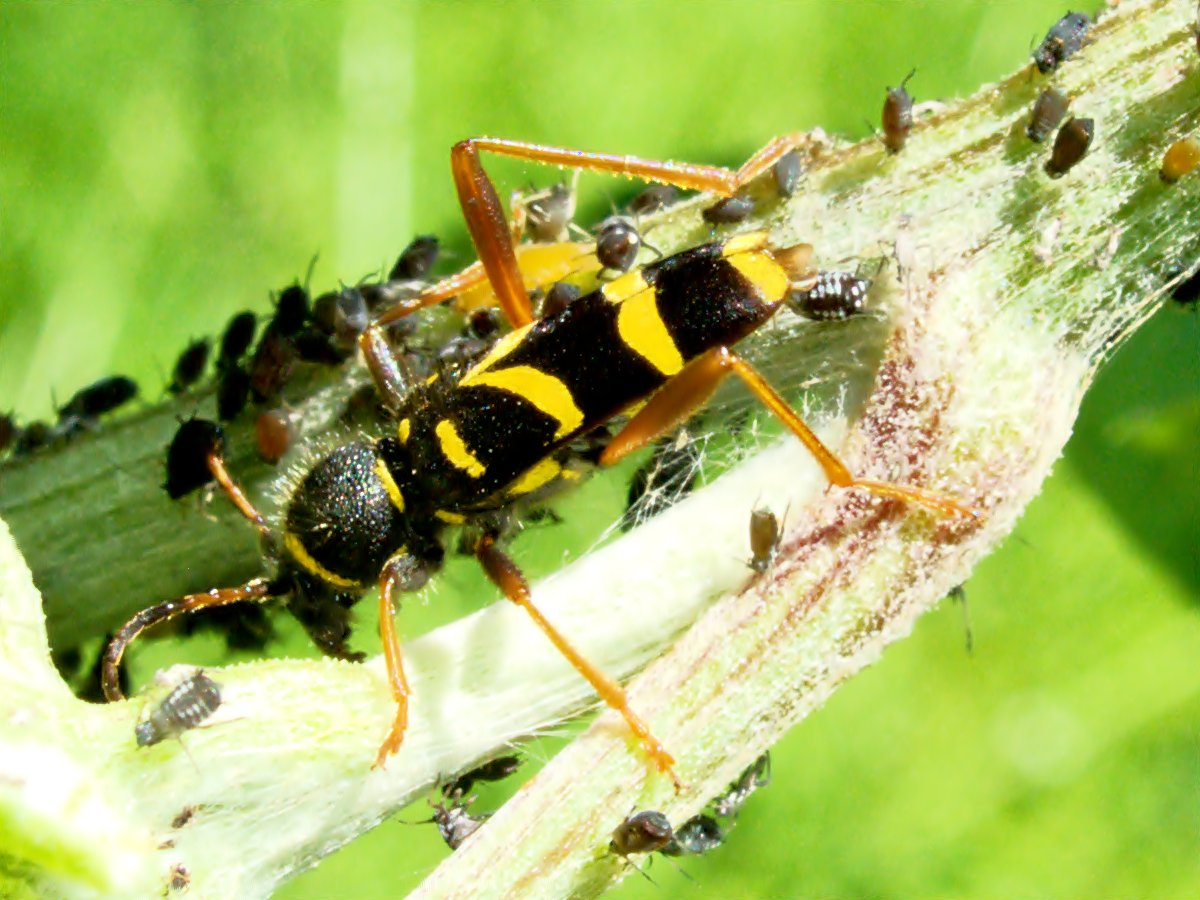
Імаго Кліта рудоногого (Clytus arietis Linnaeus, 1758)

Вусики до вершин помітно потовщені, двоколірні – друга половина темно пігментована. Задні стегна заходять за вершини надкрил. Загальне забарвлення тіла – чорне. Ноги та перша половина вусиків забарвлені в рудий колір. Надкрила – чорні зі строкатим волосяним малюнком жовтого кольору. Для ідентифікації важливим є розташування першої за основою смуги, яка є поперечною. Перев’язь поруч із серединою надкрил слабко витягнена вздовж шва, дугоподібна. Перев’язь, за серединою надкрил, перетинає їх впоперек. Вершини надкрил опушені жовтими волосками. Довжина становить 8-15 мм.

### Личинка
Передній край гіпостому личинки помітно пігментований і вкритий різкими борозенками. Мозолі черевця мають по 4 поздовжні борозенки. Ноги відсутні.

## Життєвий цикл
Генерація – дворічна.

## Підвиди
Підвид Clytus arietis arietis (Linnaeus, 1758)

Підвид Clytus arietis lederi Ganglbauer, 1881

Підвид Clytus arietis oblitus Roubal, 1932